# یواس‌اس رلاینت (وای‌تی-۸۰۳)
یواس‌اس رلاینت (وای‌تی-۸۰۳) (به انگلیسی: USS Reliant (YT-803)) یک کشتی است. این کشتی در سال ۲۰۰۹ ساخته شد.